# 锡尔比茨
锡尔比茨（德語：Silbitz）是德国图林根州的一个市镇。总面积11.18平方公里，总人口692人，其中男性358人，女性334人（2011年12月31日），人口密度62人/平方公里。